# Xã Illini, Quận Macon, Illinois
Xã Illini (tiếng Anh: Illini Township) là một xã thuộc quận Macon, tiểu bang Illinois, Hoa Kỳ. Năm 2010, dân số của xã này là 1.469 người.